# Bergen (Mittelfranken)
Bergen ist eine Gemeinde und ein Pfarrdorf im mittelfränkischen Landkreis Weißenburg-Gunzenhausen. Sie ist Mitglied der Verwaltungsgemeinschaft Nennslingen.

## Geografie

### Lage
Die Gemeinde liegt im Nordosten des Landkreises Weißenburg-Gunzenhausen in der Region Westmittelfranken, rund 41 Kilometer Luftlinie südlich von Nürnberg und 12 Kilometer östlich von Weißenburg. Bergen befindet sich auf einer Hochfläche der Weißenburger Alb, einem Teilhöhenzug des Mittelgebirges Fränkische Alb. Im Norden grenzt der Landkreis Roth an. Während die Südhälfte von einer waldlosen Offenlandschaft mit Wiesen und Feldern eingenommen wird, liegen am Nordrand der Gemeinde mehrere zusammenhängende Waldgebiete. Durch das Gemeindegebiet führen mehrere Kreisstraßen. Durch die Gemeinde führt die Europäische Hauptwasserscheide, die die Einzugsgebiete von Rhein und Donau voneinander trennt. Im Zeiselweiher beim Gemeindeteil Geyern liegt der Ursprung der Anlauter, eines Nebenflusses der Schwarzach. Weitere Gewässer sind das Bachsystem des Erlenbachs sowie der Gallersbach und der Ringelbach. Nördlich von Bergen liegen mehrere Quellen. Im Osten der Gemeinde bei Thalmannsfeld befinden sich mehrere Windkraftanlagen.
Die Nachbargemeinden sind:
| Ettenstatt | Heideck (Landkreis Roth)                    | Thalmässing (Landkreis Roth) |
|            | Kompassrose, die auf Nachbargemeinden zeigt |                              |
| Burgsalach |                                             | Nennslingen                  |

### Gemeindegliederung
Es gibt sechs Gemeindeteile (in Klammern ist der Siedlungstyp angegeben):
- Bergen (Pfarrdorf)
- Dannhausen (Dorf)
- Geyern (Kirchdorf)
- Kaltenbuch (Kirchdorf)
- Syburg (Weiler)
- Thalmannsfeld (Kirchdorf)

Es gibt auf dem Gemeindegebiet die Gemarkungen Bergen, Geyern, Kaltenbuch und Thalmannsfeld. Die Gemarkung Bergen hat eine Fläche von 6,857 km². Sie ist in 758 Flurstücke aufgeteilt, die eine durchschnittliche Flurstücksfläche von 9046,68 m² haben.

## Geschichte

### Bis zur Gemeindegründung
Das Fürstentum Ansbach und die Schenken von Geyern teilten sich die Herrschaftsrechte. 1796 sequestrierte Preußen die Geyerschen Rechte. Bergen fiel im Vertrag von Paris (Februar 1806) mit dem preußischen Fürstentum Ansbach durch Tausch wie andere Teile Frankens an das Königreich Bayern. Im Zuge der Verwaltungsreformen in Bayern entstand mit dem Gemeindeedikt von 1818 die damalige Gemeinde Bergen.

### Gemeindefusion
Die seit Jahrhunderten gewachsenen Bindungen führten im Rahmen der Gemeindegebietsreform am 1. Mai 1978 zum Zusammenschluss der Gemeinden Bergen, Geyern, Kaltenbuch und Thalmannsfeld zur neuen Gemeinde Bergen.

### Gemeindeteile

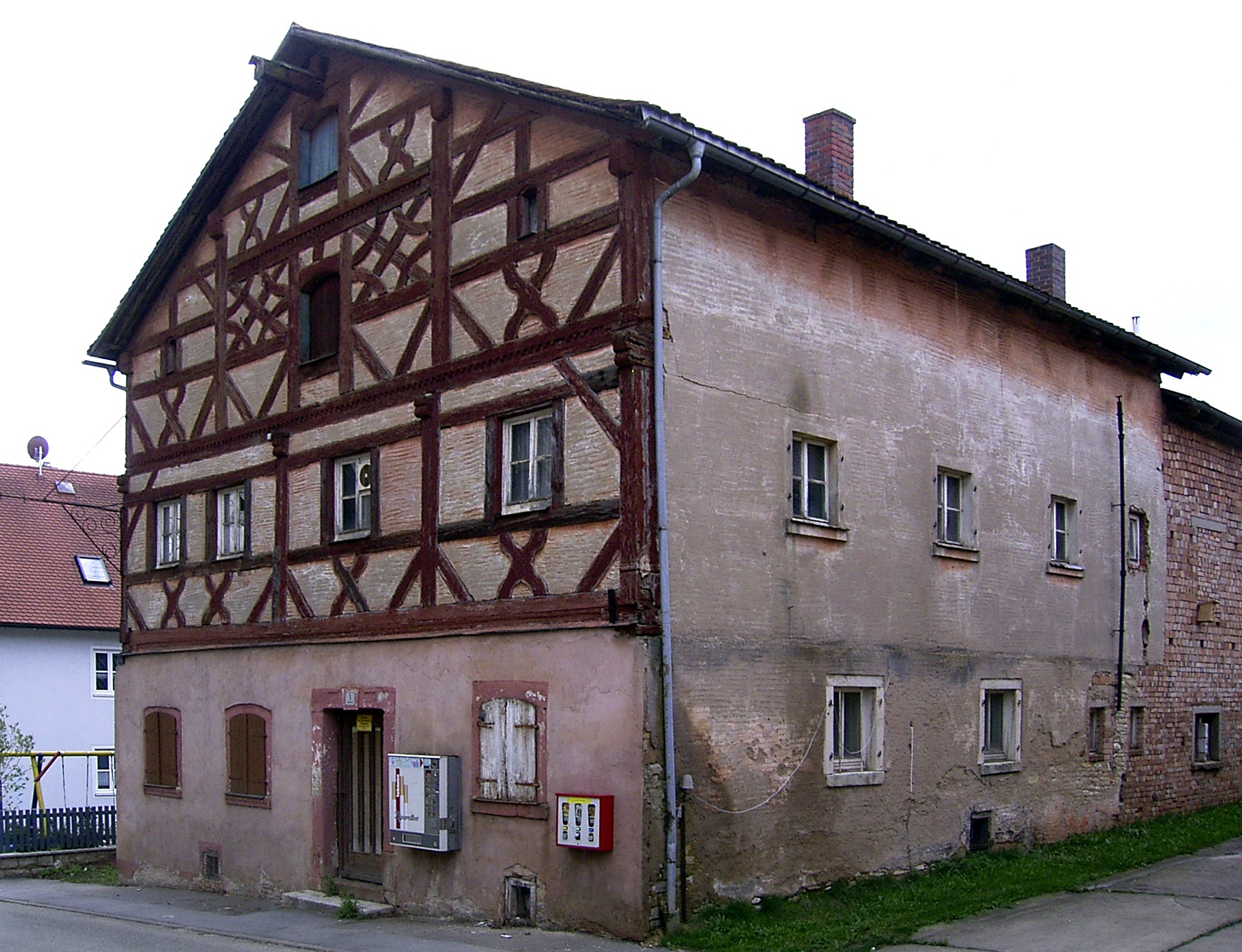
Ehemaliges Gasthaus „Lamm“ in Bergen, Jurahaus mit fränkischem Fachwerk, errichtet im 17. Jahrhundert (ca. 2006)

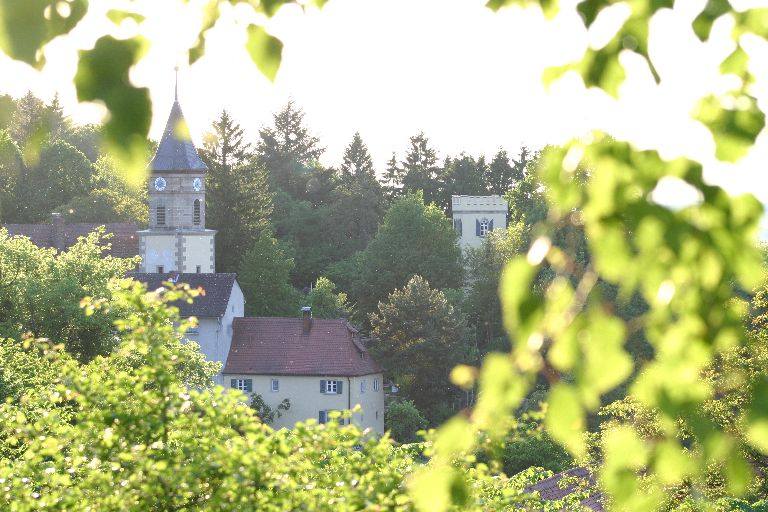
Burg der Schenken von Geyern (2005)

#### Bergen
Der Ort Bergen wurde urkundlich 1067 erstmals erwähnt, als Bischof Gundekar II. eine Georgskirche weihte. Eine Viereckschanze aus der Zeit um 500. v. Chr. zeugt von einer früheren Besiedelung. Vorhanden sind Überreste der Burg Neuhaus, die vermutlich 1390 zerstört wurde. 1543 führten die Herren von Syburg die Reformation ein, 1628 wurde das Dorf für 22 Jahre wieder katholisch. Im Schwedischen Krieg fielen die Schweden ein, von 1634 bis 1637 wütete die Pest in der Gegend. 1663 trafen aus Österreich vertriebene evangelische Exulanten im Dorf ein. Damit begann ein steter Wiederaufbau. 1773 entstand die Kirche in der heutigen Form, der Unterteil des Turmes stammt aus der mittelalterlichen Ritterzeit.

#### Dannhausen
Dannhausen ist der nördlichste Gemeindeteil Bergens und hat etwa 50 Einwohner.

#### Geyern
Am Nordwestabfall des fränkischen Jura liegt im 130-Einwohner-Ort Geyern die Stammburg des bereits 985 erwähnten Adelsgeschlechtes der Schenken von Geyern. Ursprünglich stammen die Schenken aus Hofstetten, heute im Landkreis Eichstätt gelegen. Sie nannten sich Herren von Hofstetten und waren Ministeriale des Bischofs von Eichstätt. Die Grafen von Hirschberg übertrugen einem aus dem Geschlecht das Schenkenamt. 1276 wurde Heinrich von Hofstetten durch den bayerischen Herzog Ludwig den Strengen mit der Burg Geyern belehnt. Im Jahr 2008 verstarb der Nachfahre der Schenken von Geyern, Wolfgang Carl. Er und seine Frau Edith hatten das Schloss in den Jahrzehnten zuvor renoviert und der Öffentlichkeit bei Führungen und Konzerten zugänglich gemacht. Der Ort ist Sitz des Motorradherstellers Sommer Motorradtechnik.

#### Kaltenbuch

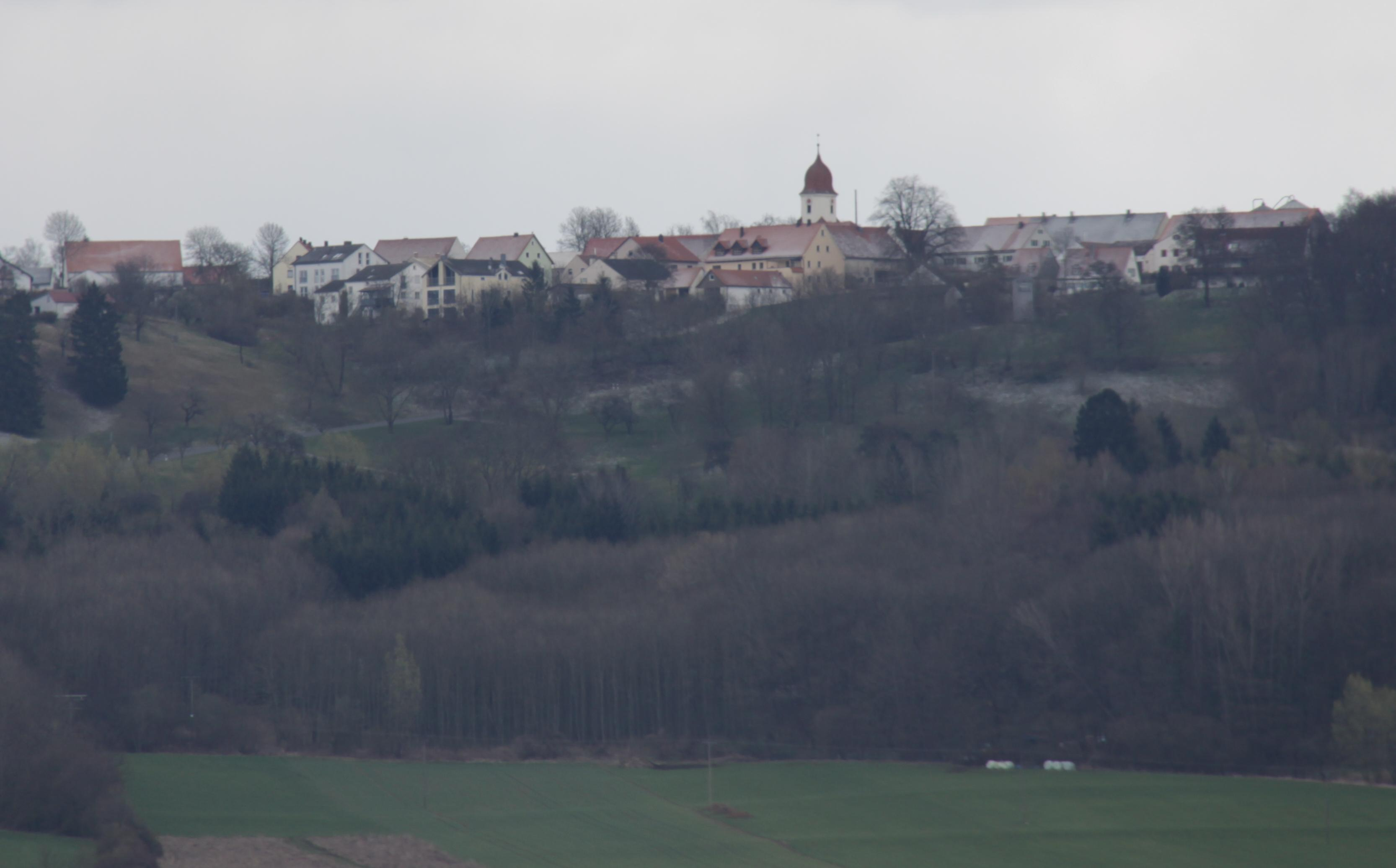
Kaltenbuch (2012)

Auf rund 600 m ü. NHN am Abbruch des Jura gelegen, bietet Kaltenbuch einen Blick auf den Brombachsee und bis nach Nürnberg. Auch der Hesselberg im Westen ist gut wahrzunehmen. Im Sommer 2008 wurde die Außenfassade der St.-Nikolaus-Kirche erneuert. Der im Frühjahr blühende Märzenbecher ist weit verbreitet.

#### Syburg
Schloss Syburg ist ein 1470 erstmals erwähntes Wasserschloss. Es war bis in die 1960er Jahre Sitz eines Zweiges der Schenkenfamilie (Schenken von Geyern zu Syburg). Heute befindet es sich in Privatbesitz.

#### Thalmannsfeld
Die erste Erwähnung Thalmannsfelds war 1194 als „Thalmannsfelde“. 2007 wurde das neu gestaltete ehemalige Schulhaus eingeweiht, das mit Eigenleistung des ganzen Dorfes als Domizil des Trachtenvereins und der Kirchengemeinde hergerichtet wurde. In den Jahren 2007 und 2009 gewann Thalmannsfeld zweimal eine Silbermedaille auf Landesebene beim Dorfwettbewerb Unser Dorf hat Zukunft.

### Einwohnerentwicklung
- 1961: 1039 Einwohner, davon in Bergen 399, in Geyern 134, in Kaltenbuch 128 und in Thalmannsfeld (einschließlich Dannhausen) 378
- 1970: 1056 Einwohner, davon in Bergen 418, in Geyern 139, in Kaltenbuch 117 und in Thalmannsfeld (einschließlich Dannhausen) 382

| Jahr      | 1987 | 1991 | 1995 | 2000 | 2005 | 2010 | 2015 | 2019 |
| --------- | ---- | ---- | ---- | ---- | ---- | ---- | ---- | ---- |
| Einwohner | 981  | 1013 | 1034 | 1115 | 1120 | 1129 | 1101 | 1139 |

Von den Einwohnern waren im Jahre 2008 ca. 950 evangelischen Bekenntnisses.
Die Einwohner verteilten sich 2008 ungefähr wie folgt: Bergen 450, Thalmannsfeld 350, Geyern 120, Kaltenbuch 120, Dannhausen 50.

## Politik

### Bürgermeister
Seit 2018 ist Walter Gloßner Erster Bürgermeister. Dessen Vorgänger war von 2002 bis 2018 Werner Röttenbacher † (Wählergemeinschaft). Er wurde im Jahr 2002 Nachfolger von Willy Lehmeyer sen. Röttenbacher wurde 2008 mit über 94 Prozent der Stimmen als Erster Bürgermeister bestätigt, 2014 mit 60,91 %.

### Gemeinderat
Wahlen März 2020
- Freie Wählergruppe Thalmannsfeld-Dannhausen-Syburg: fünf Sitze  (41,82 % der Stimmen)
- Wählergemeinschaft Bergen: fünf Sitze  (39,79 % der Stimmen)
- Wählergemeinschaft Geyern: ein Sitz  (10,23 % der Stimmen)
- Freie Wählergemeinschaft Kaltenbuch: ein Sitz  (8,16 % der Stimmen)

In jedem der vier Wahlräume der Präsenzwahl gewann die jeweilige örtliche Liste die Mehrheit.

### Wappen
| | Blasonierung: „In Blau über einem silbernen Fünfberg schwebend ein von Silber und Schwarz geteiltes Schildchen, darin der Rumpf eines rot gezungten Geiers in verwechselten Farben.“ |
| Wappenbegründung: Der Berg steht redend für den Ortsnamen, der Siedlung am Berg bedeutet. Das Gemeindegebiet war eine Kondominatsherrschaft, es unterstand mehreren Herrschaftsinhabern. Dies kommt im Wappen durch Wappenelemente der einzelnen Herrschaftsträger zum Ausdruck. Der Geier ist dem Wappen der Schenk von Geyern entnommen. Die Farben Silber und Schwarz weisen auf die Markgrafen von Ansbach, die Farben Silber und Blau erinnern an die Herrschaft der bayerischen Herzöge. | |

## Wirtschaft und Infrastruktur
Von 1693 bis 1864 wurde im Tagebau Erz abgebaut, das die Bauern zur Verhüttung nach Eichstätt brachten.
Im Jahre 2019 gab es nach der amtlichen Statistik im produzierenden Gewerbe und im Bereich Handel und Verkehr keine sozialversicherungspflichtig Beschäftigten am Arbeitsort. In sonstigen Wirtschaftsbereichen waren 15 Personen sozialversicherungspflichtig beschäftigt. Sozialversicherungspflichtig Beschäftigte am Wohnort gab es insgesamt 483. Im verarbeitenden Gewerbe gab es einen Betrieb, im Bauhauptgewerbe drei Betriebe. Im Jahre 2016 bestanden zudem 29 landwirtschaftliche Betriebe mit einer landwirtschaftlich genutzten Fläche von insgesamt 1043 Hektar, davon waren 821 Hektar Ackerfläche und 221 Hektar Dauergrünfläche.

## Bildung
- Zweigruppiger Kindergarten – Haus für Kinder „Sonnenschein“ – mit 50 Kindergartenplätzen und zwölf Krippenplätzen. Träger ist die evangelische Kirchengemeinde.
- Die Grundschule wurde zum Ende des Schuljahrs 2010/2011 geschlossen. Schulkinder besuchen die Volksschule in Nennslingen.

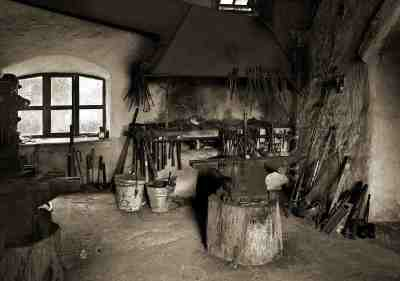
Werkstatt in Thalmannsfeld

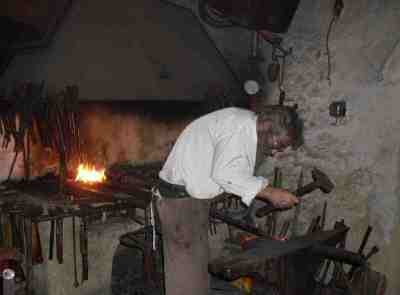
Schmiede in Thalmannsfeld

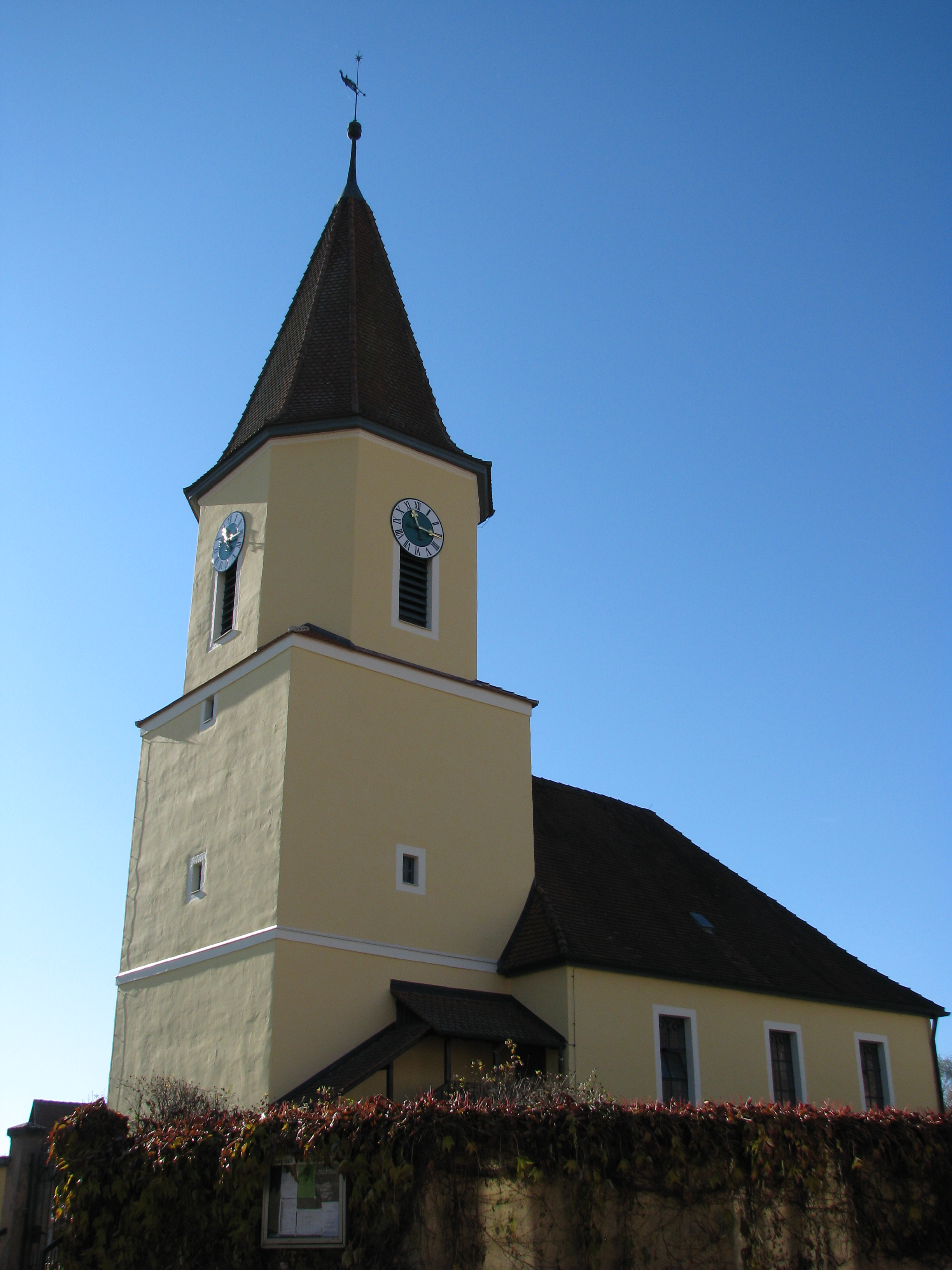
St. Georg in Bergen

## Kultur
Bergen gehört zum Verbreitungsgebiet des Jurahauses. Im Gemeindegebiet sind noch verhältnismäßig viele Exemplare dieses Haustypus erhalten (vgl. Abbildung), einige davon sind jedoch von abrisswilligen Eigentümern dem Verfall preisgegeben.
Im mehrfach beim Kreiswettbewerb ausgezeichneten Gemeindeteil Thalmannsfeld hat im Zuge der Dorfsanierung eine Wandlung zum Erhalt der historischen Dorfsubstanz eingesetzt. Neben den Felsenkellern werden jetzt mehrere private Einzelobjekte saniert und erhalten. Im Jahr 2007 erhielt Thalmannsfeld beim Landeswettbewerb eine Silbermedaille.
In einem um 1820/30 erbauten, erstmals um 1740 erwähnten Wohnstallhaus wurde eine historisch nachempfundene Schmiede neu eingerichtet. In diesem Museum sind unter anderem transmissionsgetriebene Bohr-, Dreh- und Fräsmaschinen sowie ein Federfallhammer aus den Jahren 1895 bis 1920 zu sehen. In alten Handwerkstechniken werden Kurse angeboten.

## Religion
Im Gemeindegebiet gibt es vier evangelische Kirchen, die alle auf das Mittelalter zurückgehen und von den Regionalherren, den Schenken von Geyern, im 17. und 18. Jahrhundert neu gestaltet wurden:
- St. Georg in Bergen
- St. Bartholomäus im Schloss Geyern
- St. Nikolaus in Kaltenbuch
- St. Ulrich in Thalmannsfeld

## Söhneder Gemeinde
- Karl Helfenberger (1878–1945),  Gewerkschafter und Politiker (SPD)
- Friedrich Opitz (1898–1948), Schneidermeister und Werksleiter der Texled GmbH im KZ Ravensbrück